# Humble Pie
Humble Pie byla britská hard rocková skupina, jedna z prvních rock and rollových superskupin, ve které figurovali Steve Marriott ze Small Faces, Peter Frampton z The Herd a Greg Ridley ze Spooky Tooth. Ovlivněni americkým blues a soulem, vytvořili blues-rockový zvuk, který dokázal ovlivnit zástupy následných hard rockových a heavy metalových skupin. Skupina nahrávala a koncertovala v letech 1969 až 1975.

## Původ skupiny
Skupinu původně tvořili členové Steve Marriott (dříve The Small Faces: zpěv, kytara, klávesy), Peter Frampton (dříve The Herd: sólová kytara, zpěv), Greg Ridley (dříve Spooky Tooth: baskytara, zpěv) a Jerry Shirley (dříve Valkyrie: bicí).
Koncem roku 1968 chtěl Frampton odejít ze skupiny The Herd a změnit tak své teenagerské image. Mladý kytarový genius ten rok nahrával se skupinou Small Faces na session ve Francii a spřátelil se s Marriottem, který byl též frustrován tvůrčími omezeními. Marriott Framptonovi doporučil bubeníka Shirleye, kterého znal už několik let z jeho působení v kapele Apostolic Intervention.
Až do Silvestra 1968 z plánovaného projektu nic nebylo. Marriott, poté co odešel z pódia během katastrofálního představení skupiny Small Faces, zavolal Framptonovi pozdě v noci a zeptal se ho jestli by společně s Ridleyem mohli vstoupit do nové skupiny. Tak se zrodili Humble Pie.

### Natural Born Bugie
Protože členové nové skupiny předtím hráli v prvotřídních skupinách, byli Humble Pie označováni za superskupinu, ačkoliv se jim toto označení a očekávání, která to sebou neslo, vůbec nelíbilo. Začátkem roku 1969 začali tajně zkoušet v Marriottově domě (Beehive Cottage) v Moretonu, v hrabství Essex. Bylo to proto, aby se vyhnuli pozornosti novinářů a veřejnosti. Po podepsání kontraktu se společností Immediate Records Andrew Loog Oldhama, plánovala skupina první singl na jaro, ale jeho vydání bylo opožděno kvůli soudnímu řízení iniciovanému managementem skupiny The Herd.
Nakonec Humble Pie vydali svůj debutový singl Natural Born Bugie v červenci 1969. Singl byl na 4. pozici v žebříčku britské hitparády a brzy byl následován albem As Safe As Yesterday Is, které dosáhlo 16. pozice v žebříčku britské hitparády .
Jejich druhé album  Town and Country, bylo ve Velké Británii vydáno v listopadu 1969, když byla skupina na svém prvním turné v USA. Kolektivní úsilí, jehož výsledkem byl více akustický zvuk a písničky psané všemi čtyřmi členy, nebylo tak dobře prodávané jako „As Safe As Yesterday Is“ a finančně přivedlo firmu Immediate do dluhů.
Ve studiovém archivu bylo zjištěno, že během svých prvních devíti měsíců působení, nahrála skupina 30 písniček. Některé z nich zůstaly nerealizované po desetiletí — včetně předělávky písničky Ray Charlese Drown In My Own Tears.

## Diskografie

### Singly
- Natural Born Bugie
- The Sad Bag of Shaky Jake
- Big Black Dog
- Shine On
- I Don't Need No Doctor
- Hot n' Nasty
- 30 Days in the Hole
- Get Down To It
- Shut Up And Don't Interrupt Me
- Black Coffee
- Oh La De Da
- Ninety-Nine Pounds
- Rock 'n' Roll Music

### Alba
- As Safe As Yesterday Is (1969) Immediate
- Town and Country (1969) Immediate
- Humble Pie (1970) A&M
- Rock On (1971) A&M
- Perfomance Rockin' The Fillmore (1971) A&M
- Smokin' (1972) A&M
- Eat It (1973) A&M
- Thunderbox (1974) A&M
- Street Rats (1975) A&M
- On to Victory (1980) ATCO
- Go for the Throat (1981) ATCO
- Best of Humble Pie (1982) A&M
- Classics Volume 14 (1987) A&M
- Early Years (1994) Griffin
- Hot n' Nasty: The Anthology (1994)A&M
- King Biscuit (live 1973) (1995)
- The Scrubbers Sessions (1997) Archive / Paradigm
- The Immediate Years: Natural Born Boogie (1999) Recall/UK
- Running With The Pack (1999)
- Natural Born Boogie: The BBC Sessions (2000) Fuel
- Extended Versions (2000) BMG
- Twentieth Century Masters: The Millenium Collection (2000) A&M
- Live At The Whiskey A-Go-Go '69 (2002) Sanctuary
- Back On Track (2002) Sanctuary
- The Atlanta Years (2005) — dosud nevydané studiové album z roku 1980 a živé vystoupení z roku 1983
- Definitive Collection (Best Of) (2006)